# Saltzman Glacier
Saltzman Glacier är en glaciär i Antarktis. Den ligger i Västantarktis. Chile gör anspråk på området. Saltzman Glacier ligger 2 006 meter över havet.
Terrängen runt Saltzman Glacier är mycket bergig, och sluttar österut. Trakten är obefolkad. Det finns inga samhällen i närheten. 